# نیسان لیف
نیسان لیف (به انگلیسی: Nissan Leaf) خودرویی پنج در و هاچ‌بکی الکتریکی است که در شرکت نیسان در حال تولید است.
نسل اول این خودرو به‌طور همزمان در ژاپن و آمریکا در دسامبر سال ۲۰۱۰ و نسل دوم آن نیز در سال ۲۰۱۷ معرفی شد.
طراحی این خودرو خودروهای موتور جلو-محور جلو بوده طول آن در حالت طبیعی ۴٬۴۴۵ میلیمتر (۱۷۵٫۰ اینچ) و عرض آن در حالت طبیعی ۱٬۷۷۰ میلیمتر (۶۹٫۷ اینچ) است.